# 西伯利亚庭荠
西伯利亚庭荠（学名：Alyssum sibiricum）是十字花科庭荠属的植物。分布在蒙古、远东、西伯利亚以及中国大陆的内蒙古、黑龙江等地，生长于海拔500米至1,000米的地区，一般生长在山坡、草原、沙丘以及砾石地，目前尚未由人工引种栽培。

## 别名
庭荠（东北植物检索表） 双胚庭荠（中国种子植物名称补编）